# Переправа
Перепра́ва:

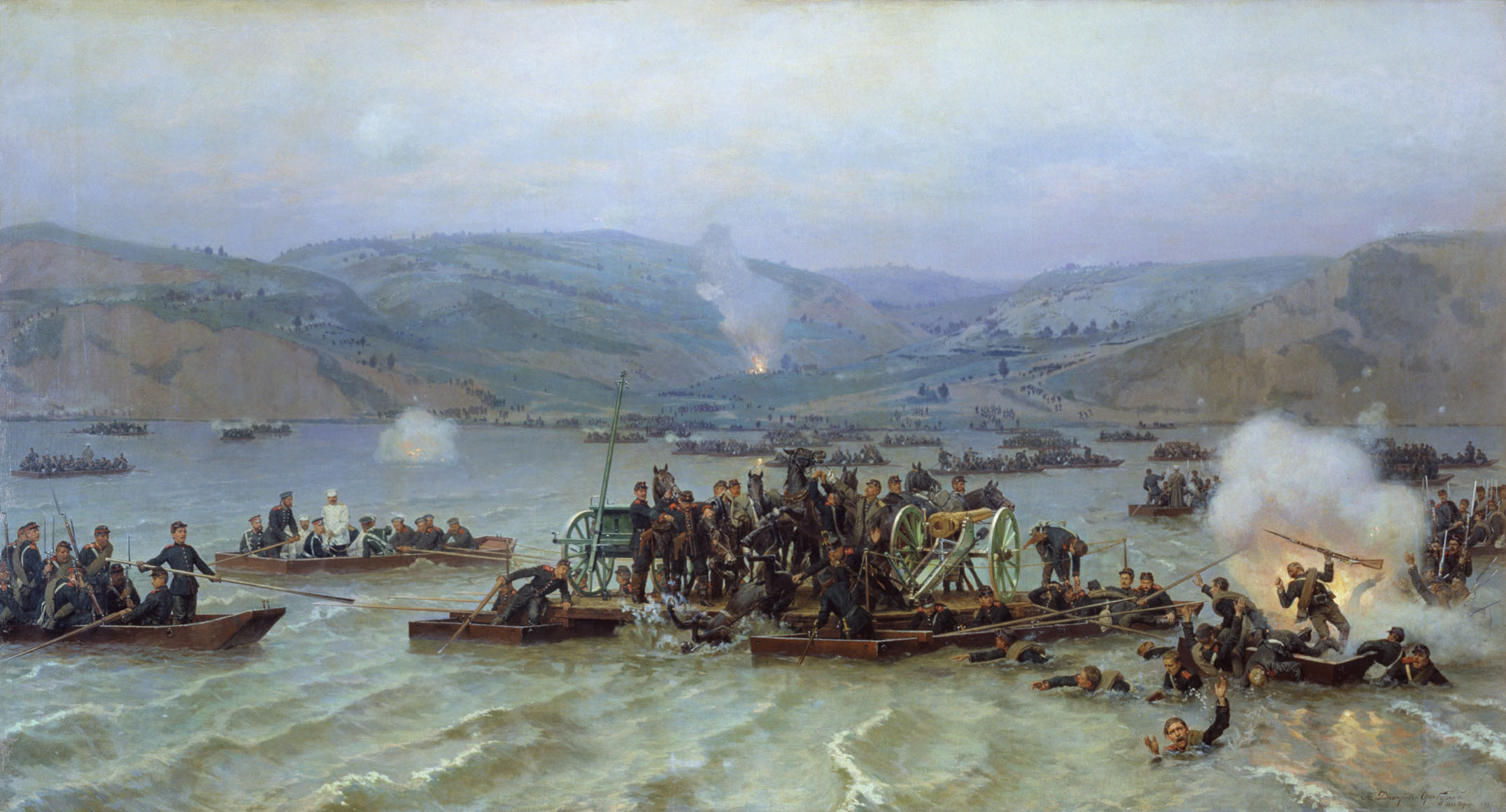
Переправа русской армии через Дунай у Зимницы 15 июня 1877 года, Н. Дмитриев-Оренбургский (1883 год).

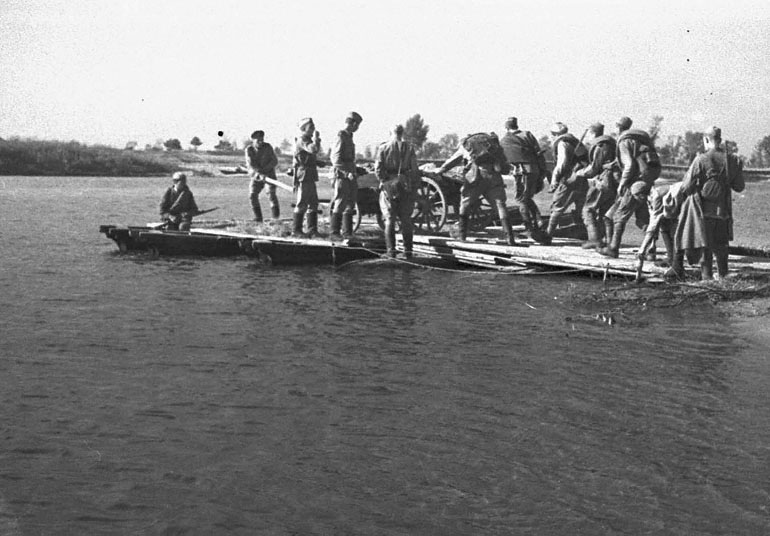
Переправа советских войск через реку Днепр, 1943 год

1. преодоление водной преграды (реки, канала, озера, лимана, залива, пролива, водохранилища и тому подобное);
2. обустроенное место, инженерное сооружение, позволяющее осуществить переход на другой берег водной преграды.

## Виды
Различают следующие переправы:

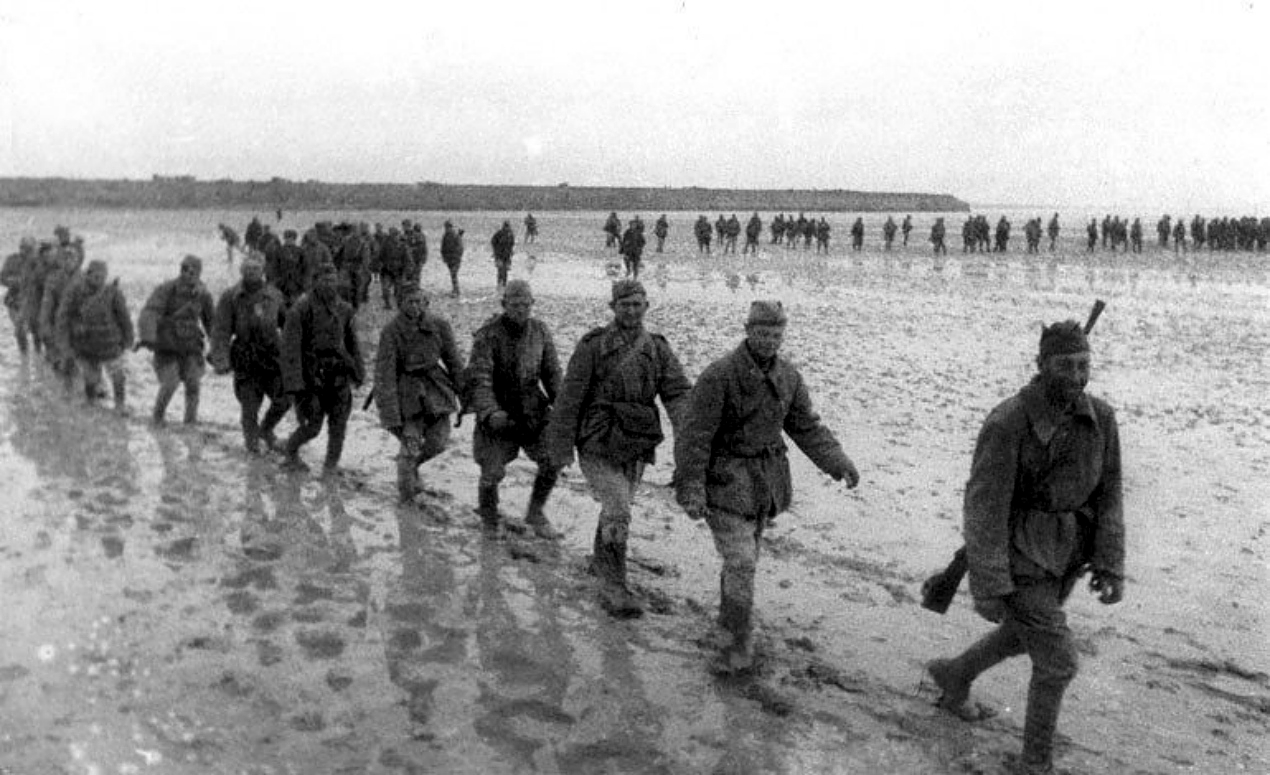
Советские солдаты пересекают Сиваш вброд (Великая Отечественная война).

- Мостовая переправа — временное или постоянное сооружение. В зависимости от конструкции используется людьми, транспортом, в том числе железнодорожным. Обеспечивает непрерывное сообщение двух берегов и обладает наибольшей пропускной способностью.
- Переправа вброд — оборудуется для перехода через мелководные преграды на участках с твердым грунтом, при необходимости слабый грунт укрепляется камнем, щебнем, гравием и др. материалами. Может использоваться для гужевого, автомобильного транспорта. Знаменитые переправы войск вброд: российских войск фельдмаршала Ласси в 1738 году через Сиваш (Гнилое море) во время русско-турецкой войны 1735—1739 годов и российских войск в 1828 году во время русско-турецкой войны 1828—1829 годов через Дунай, когда они около ½ версты шли вброд к лодкам, которые из-за мелководья не могли подойти к берегу.
- Ледовая переправа — служит для перехода через водные преграды по естественному или усиленному (намороженному или с использованием деревянных конструкций) льду. Самая известная ледовая переправа — «Дорога Жизни»[источник не указан 2484 дня].
- Паромная переправа — служит для перевозки людей, техники и грузов. Перевозка осуществляется с помощью самоходных или буксируемых паромов. Собирается из понтонных парков, амфибийных паромов или из местных плавсредств. Используется в случаях, когда невозможно построить (навести) мост. На специальных судах — паромах могут перевозиться также железнодорожные поезда или отдельные железнодорожные вагоны. Такие переправы называют также железнодорожными.

## В военном деле
2. Вчера была получена реляция г.-л. Радецкого о переправе через Дунай 15 июня (вписана в книгу всеподданнейших донесений). По этой реляции, потери наши состоят: убито: 6 обер-офиц. и до 300 нижних чинов; утонуло: 1 шт.-офиц., 2 об.-офиц. и 15 нижних чинов с 2 горными орудиями; итого погибших: 9 офиц. и 315 нижних чинов. Ранено: 3 шт.- и 17 об.-офиц. и 360 нижних чинов.— 20 июня (Зимница), Журнал военных действий против Турции на Европейском театре войны в 1877 году. — Часть I. С 12 апреля по 27 июня включительно. автор М. А. Газенкампф (1843—1913), Сборник Материалов по Русско-Турецкой войне 1877—78 г.г. на Балканском полуострове. Выпуск 2. — С.-Петербург: 1898 год, Издание Военно-Исторической Комиссия Главного Штаба.

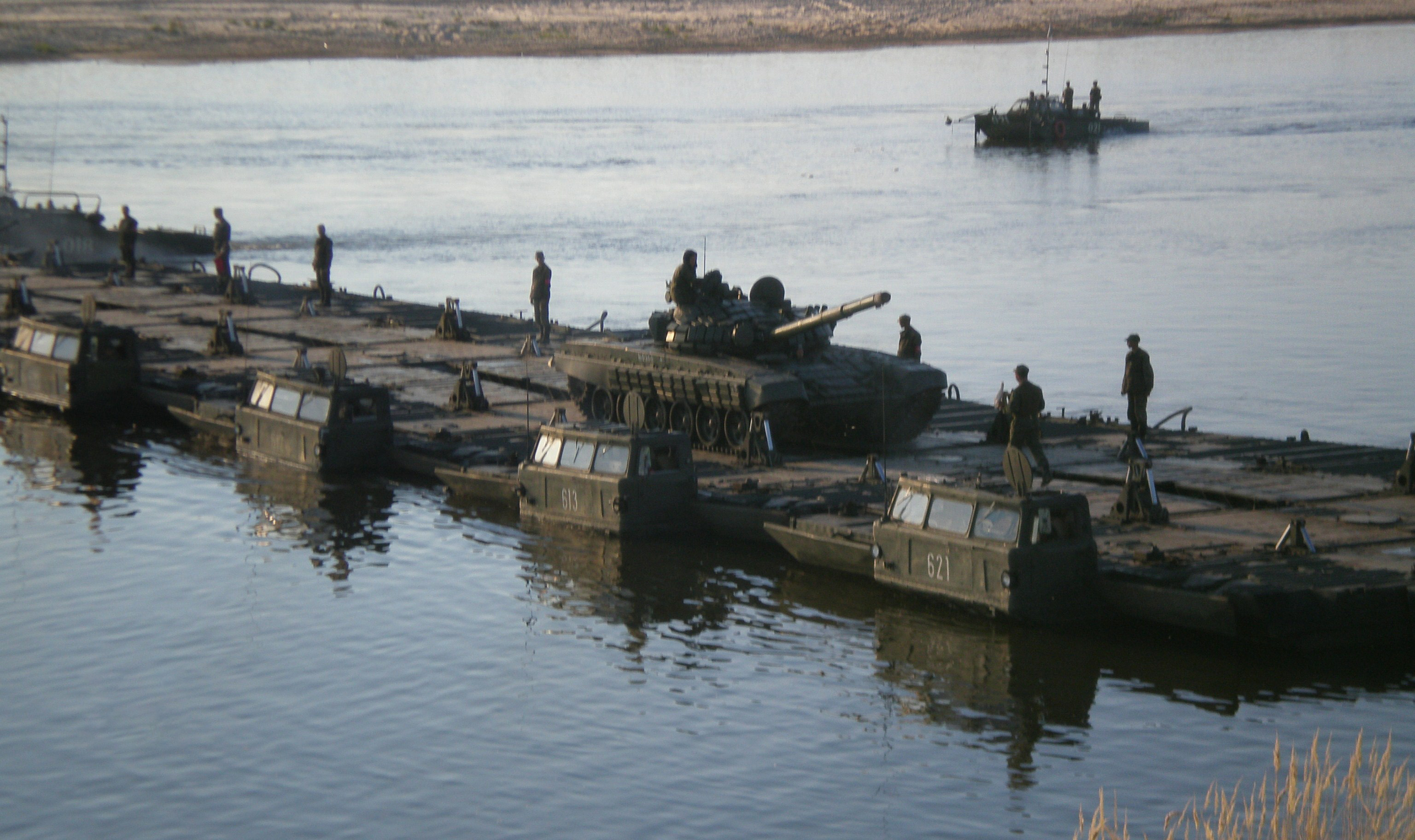
Мостовая переправа оборудованная из самоходного понтонного парка СПП.

На переправе силами инженерных войск (дорожных или железнодорожных войск) совместно с силами технического и медицинского обеспечения организуются комендантская, эвакуационная и спасательная службы. Войска (силы) могут преодолевать водные преграды с боем и без него. Если противоположный берег водной преграды обороняется противником, то преодоление её ведётся с боем и называется форсированием.
- Десантная переправа — оборудуется для преодоления войсками водной преграды на штатных плавающих боевых, десантно-переправочных машинах, катерах, десантных лодках и местных переправочных средствах в целях захвата противоположного берега, обороняемого противником.
- Ложная переправа — предназначается для введения противника в заблуждение относительно расположения действующих переправ. Имитироваться могут мостовые, паромные, десантные и др. переправы.
- Переправа танков под водой — предназначается для переправы танков своим ходом по дну через глубокие водные преграды с использованием специального оборудования.

Существуют также верёвочные переправы.

## В искусстве
О переправе (в значении пересечения водной преграды) в поэме Василий Тёркин (1942—1945 гг.) советского поэта А. Твардовского существует глава с одноимённым названием:

Переправа, переправа!
Берег левый, берег правый,
Снег шершавый, кромка льда...
Кому память, кому слава,
Кому темная вода, ‒
Ни приметы, ни следа.
— Твардовский, «поэма Василий Тёркин»
В этой главе рассказывается о героизме воинов Красной Армии ВС СССР в годы Великой Отечественной войны, преодолевающих реку зимой, в том числе вплавь. Поэма «Василий Тёркин» есть в Библиотеке Максима Мошкова (lib.ru)